# ابجونس
ابجونس (به اسپانیایی: Abejones) در مکزیک با جمعیت ۱٬۱۱۴ نفر است که در اوآخاکا واقع شده‌است.